# Herrarnas värja vid olympiska sommarspelen 1972
Herrarnas värja-tävling i de olympiska fäktningstävlingarna 1972 i München avgjordes den 4-6 september.

## Medaljörer
| Event         | Guld                 | Silver                      | Brons               |
| Värja, herrar | Csaba Fenyvesi (HUN) | Jacques Ladegaillerie (FRA) | Győző Kulcsár (HUN) |

## Resultat
| Fäktare                | Land           |
| ---------------------- | -------------- |
| Csaba Fenyvesi         | Ungern         |
| Jacques La Degaillerie | Frankrike      |
| Győző Kulcsár          | Ungern         |
| Anton Pongratz         | Rumänien       |
| Rolf Edling            | Sverige        |
| Jacques Brodin         | Frankrike      |
| Horst Melzig           | Östtyskland    |
| Jerzy Janikowski       | Polen          |
| Daniel Giger           | Schweiz        |
| Igor Valetov           | Sovjetunionen  |
| Sergej Paramonov       | Sovjetunionen  |
| Grigorj Kriss          | Sovjetunionen  |
| Bogdan Gonsior         | Polen          |
| Henryk Nielaba         | Polen          |
| François Jeanne        | Frankrike      |
| Robert Schiel          | Luxemburg      |
| Rudolf Trost           | Österrike      |
| Bernd Uhlig            | Östtyskland    |
| Hans-Jürgen Hehn       | Västtyskland   |
| Peter Lötscher         | Schweiz        |
| Pál Schmitt            | Ungern         |
| Nicola Granieri        | Italien        |
| Morten von Krogh       | Norge          |
| Risto Hurme            | Finland        |
| George Masin           | USA            |
| Omar Vergara           | Argentina      |
| Ole Mørch              | Norge          |
| Alexandru Istrate      | Rumänien       |
| Teddy Bourne           | Storbritannien |
| Karl-Heinz Müller      | Österrike      |
| Jean-Charles Seneca    | Monaco         |
| Reinhard Münster       | Danmark        |
| Reinhold Behr          | Västtyskland   |
| Costică Bărăgan        | Rumänien       |
| Roland Losert          | Österrike      |
| Stephen Netburn        | USA            |
| Gerry Wiedel           | Kanada         |
| Orvar Jönsson          | Sverige        |
| Claudio Francesconi    | Italien        |
| Panagiotis Dourakos    | Grekland       |
| Roberto Levis          | Puerto Rico    |
| Ralph Johnson          | Storbritannien |
| Peter Askjær-Friis     | Danmark        |
| Hans-Peter Schulze     | Östtyskland    |
| Daniel Feraud          | Argentina      |
| Luis Stephens          | Mexiko         |
| Graham Paul            | Storbritannien |
| Jorge Castillejos      | Mexiko         |
| John Bouchier-Hayes    | Irland         |
| Lester Wong            | Kanada         |
| Christian Kauter       | Schweiz        |
| Gianluigi Saccaro      | Italien        |
| Ali Asghar Pashapour   | Iran           |
| Guillermo Saucedo      | Argentina      |
| Jeppe Normann          | Norge          |
| Robert Elliott         | Hongkong       |
| James Melcher          | USA            |
| Ivan Kemnitz           | Danmark        |
| Carlos Calderón        | Mexiko         |
| Carl von Essen         | Sverige        |
| Chan Matthew           | Hongkong       |
| Ali Chekr              | Libanon        |
| Ali Tayla              | Turkiet        |
| Remo Manelli           | Luxemburg      |
| Ali Sleiman            | Libanon        |
| Yves Daniel Darricau   | Libanon        |
| Roberto Maldonado      | Puerto Rico    |
| Alain Anen             | Luxemburg      |
| Andreas Vgenopoulos    | Grekland       |
| Herbert Obst           | Kanada         |
| Pirouz Adamiat         | Iran           |